# Stazione di Limoges-Bénédictins
La stazione di Limoges-Bénédictins (in francese Gare de Limoges-Bénédictins) è la principale stazione ferroviaria di Limoges, Francia.